# Sántos
Sántos es un pueblo en el condado del Somogy en Hungría. Se encuentra a 7,5 kilómetros al este del centro de la ciudad Kaposvár, la capital de Somogy. Sántos es ubicado entre las lomas del Zselic, a lo largo de la carretera número 66.

## Superficie
Posee una superficie de 11,38 kilómetros cuadrados.

## Demografía
Hasta 2019 la población era de 498 habitantes, con una densidad de población de 43,76 habitantes por kilómetro cuadrado.